# Christoph Dortmund
Christoph Dortmund (vormals Christoph 83) ist der Funkrufname eines am Flughafen Dortmund stationierten Rettungshubschraubers der DRF Luftrettung für Primäreinsätze (Notfallrettung) und Sekundäreinsätze wie (Intensiv-)Verlegungsflüge.

## Geschichte
In Dienst gestellt wurde das Luftrettungszentrum (LRZ) im Februar 1989 vom Ambulanzflugdienst Westfalen. Im Juli 2002 übernahm die HSD Luftrettung den Flugbetrieb der Station, Anfang 2003 übernahm man den Stationsbetrieb komplett. 2011 wurde Florian Dortmund 0-84-01 dann auf Antrag der DRF in Christoph Dortmund (Christoph 83) umbenannt.
Im Jahr 2014 flog der Hubschrauber 636 Einsätze.
Seit dem 2. Juli 2015 wird das fliegende Personal von der DRF Luftrettung gestellt, bzw. die Piloten übernommen, da die HSD Luftrettung an jenem Tag in der DRF Luftrettung aufging.

## Hubschrauber
Die Maschine vom Typ Airbus Helicopters H145 D-3 kann Inkubatortransporte durchführen. „Christoph Dortmund“ ist außerdem einer von bundesweit wenigen Hubschraubern, der Transporte mit einer mobilen Herz-Lungen-Maschine durchführen kann. Zum Einsatz kommt der Helikopter deshalb nicht nur bei Noteinsätzen, sondern auch für Intensivtransporte bei Interhospitalflügen. Die Maschine wurde auf Grund der COVID-19-Pandemie mit einem EpiShuttle ausgestattet. Im Zuge des Musterwechsel auf den Airbus Helicopters H145 D-2, welcher am 1. Februar 2022 stattfand, setzt die DRF Luftrettung den Christoph Dortmund ab dem 15. Mai 2022 mit einer Rettungswinde ein. Ausschlaggebend für den Einsatz der Rettungswinde war die Flutkatastrophe im Ahrtal. Seit September 2024 kommt an der Station ein Hubschrauber vom Typ Airbus Helicopters H145 D-3 zum Einsatz. Seit dem 1. Januar 2025 steht er rund um die Uhr (24 h/Tag) in Bereitschaft.
Das Einsatzgebiet beträgt 70 Kilometer um den Standort Dortmund. Damit kann der Hubschrauber einen großen Teil des Ruhrgebiets anfliegen.